# Vukomeričke gorice
Vukomeričke gorice (još nazivane kao Vrhovlje, Vrhovje) nisko su gorje nastalo u neogenu (mlađi tercijar), nekada je to gorje nosilo starohrvatski naziv Gora Pomena.

## Postanak
U vremenu dok je postojalo Panonsko more pritisnute morskom strujom toka rijeke Save sa sjevera i morskom strujom rijeke Kupe s juga, taložili su se sedimenti i pjesci i stvarali niz otočića u smjeru zapad-istok u dužini oko 100 km od naselja Kupinečki Kraljevec na zapadu do Letovanskog vrha iznad naselja Letovanić na istoku. Najširi opseg im je u središnjem djelu, oko 25 km, od naselja Šiljakovina i Velika Buna na sjeveru, Vukomerića na zapadu, Kravarskog i Gornjeg Hruševca u središnjem dijelu, do naselja Cvetnić Brdo na jugu. Samo nisko gorje sastoji se od dva paralelna hrpta, sjeverni nešto viši s vrhovima Žeridovka 255 m na zapadu, Bikovski vrh (Glože) 243 m u središnjem dijelu, Letovanski vrh s 203 m na istoku i južni niži hrbat s vrhom Jurašćak 213 m.
Uzdizanjem Panonske ploče i povlačenjem Panonskog mora Vukomeričke gorice ostale su blago uzdignuto nisko gorje (najviši vrh Žeridovka 255 metara nadmorske visine) obraslo gustim šumama bukve, hrasta, graba i ponegdje crnogorice.
Gora Pomena je starohrvatski naziv za današnje Vukomeričke gorice. Hrvatski povjesničar Juraj Ćuk istražio je staro nazivlje te utvrdio podrijetlo toponima Gora Pomena. I danas se u nekim naseljima Vukomeričkih gorica rabi ime Gora Pomena, a odnosi se na jedan gorski masiv Vukomeričkog niskog gorja iznad naselja Donji Hruševec prema naselju  Cerje Letovanićko, na tom dijelu Vukomeričke gorice su najstrmije, a predio je okovan gustim šumama zvanim Burdelj u kojima su istrebljeni posljednji Vukovi tek 1953. godine.

## Gospodarski značaj
Kraj je vrlo rano naseljen i kultiviran zbog okolnih negostoljubivih močvarnih krajeva. Od poljodjelskih kultura najzastupljeniji i najznačajniji su vinogradi i voćnjaci, zatim slijedi stočarstvo i svinjogojstvo te ponešto povrtlarstvo i ratarstvo.

## Stanovništvo
Vukomeričke gorice su osrednje naseljen kraj prvenstveno zbog odljeva stanovništva u susjedne gradove, Veliku Goricu, Sisak, Karlovac i Zagreb.
Danas su Vukomeričke gorice, zbog sačuvane prirode, privlačan turistički kraj na pogodnoj nadmorskoj visini i u blizini većih gradskih središta (Zagreb, Velika Gorica, Karlovac, Sisak).

## Vanjske poveznice
- Vukomerić, Kravarsko i Vukomeričke gorice  Arhivirana inačica izvorne stranice od 16. kolovoza 2017. (Wayback Machine)